# Juan José Lavín
Juan José Germán Lavín Gübeli (Santiago, 16 de febrero de 1966) es un periodista y presentador de televisión chileno.

## Carrera profesional
Periodista titulado de la Universidad Finis Terrae. Hizo su práctica profesional en el diario Las Últimas Noticias, y trabajó en el suplemento "Economía y Negocios" de El Mercurio. Posteriormente ingresó al Departamento de Prensa de La Red en 1992, donde ejerció como productor periodístico, y en 1997 pasó a ser presentador de noticias, siendo hombre ancla de los informativos Noticias a la hora (1997-1998) y Hechos (1998-1999).
En julio de 1999 Juan José Lavín emigró a Televisión Nacional de Chile (TVN), donde trabajó como productor períodistico de Medianoche y posteriormente como conductor del noticiero del canal, 24 Horas en su edición central durante los fines de semana (2000-2009) y del programa informativo nocturno Medianoche (2008-2014). En el canal estatal también presentó los programas de debate político El juego de Chile junto a Monserrat Álvarez (2004), El juego del poder con Consuelo Saavedra (2005) y Estado nacional (2011-2015), y estuvo a cargo de la cobertura informativa de hechos políticos como elecciones y reuniones de la APEC.El 28 de septiembre de 2015 Lavín fue desvinculado de TVN.
En marzo de 2016 Juan José Lavín regresó al área de prensa de La Red, donde condujo el programa Entrevista Verdadera (2017-2018). También fue conductor del programa de debate político Sin miedo a la verdad (2017-2018) en el canal TV Maule de Talca. Desde marzo de 2025 Lavín es conductor del programa Todo va a estar bien de Vía X en reemplazo de Eduardo de la Iglesia.
Además ha trabajado en radio, particularmente en Duna FM (marzo 2002-diciembre 2006) en el programa Duna en Punto junto a la periodista Cony Stipicic y El Conquistador FM (diciembre 2015-presente), donde conduce los programas Buenos Días Mercado junto a los economistas Willy Díaz y Pepe Arias y Sentido Común, junto a su colega Lorena Medel.